# Gohrisch
Gohrisch település Németországban, azon belül Szászország tartományban. Lakosainak száma 1738 fő (2023. december 31.). Gohrisch Bad Schandau és Děčín községekkel határos.

## Népesség
A település népességének változása:
| Lakosok száma | 1860 | 1823 | 1783 | 1760 | 1738 |
|               | 2017 | 2019 | 2021 | 2022 | 2023 |